# Мост на светия ангел
Мостът на свети Ангел (на латински: Pons Aelius; на италиански: Ponte Sant'Angelo), или само Свети ангел, е пешеходен древноримски мост над река Тибър в Рим, Италия.
В древността мостът е наричан най-красивият на света. Построен е от император Адриан. Освещаването става през 134 г. Наричан е на императора Мост на Адриан или Мост на Елий (от пълното му име Публий Елий Траян Адриан), тъй като води до неговия мавзолей.
През VI век, при папа Григорий I, близкият замък и мостът получават името Sant'Angelo (Свети ангел) заради легенда, че на покрива на замъка се е появил ангел, за да обяви края на чумата.
Данте описва в своята „Божествена комедия“, че за християнския юбилей (опрощаване на греховете) през 1300 г. са добавени 2 алеи на моста. През 1450 г. перилата на моста не издържат наплива на поклонниците и се срутват в реката; мнозина от хората загиват. В отговор папата нарежда да се разруши древната триумфална арка, която била възпрепятствала изхода от моста.
От XVI век е установен обичай да се окачват на моста телата на екзекутираните престъпници. Тогава на моста се появяват статуи на апостолите Петър (от Лоренцето, 1530 г.) и Павел (от Паоло Романо, 1463 г.), към които се добавят още 10 статуи на ангели.
Днешното си име получава през XVII век, понеже води до архитектурния паметник замъка Сант Анджело (Свети ангел), а и заради намиращите се на него 10 статуи на ангели, сътворени от Джовани Лоренцо Бернини и негови ученици.